# Trofeo Serra de Tramuntana 2018
La 27.ª edición de la clásica ciclista Trofeo Serra de Tramuntana fue una carrera en España que se celebró el 26 de enero de 2018 sobre un recorrido de 140,1 km en la isla baleares de Mallorca. La carrera hizo parte del segundo trofeo de la Challenge Ciclista a Mallorca 2018.
La carrera hizo parte del UCI Europe Tour 2018, dentro de la categoría UCI 1.1
La carrera fue ganada por el corredor belga Tim Wellens del equipo Lotto Soudal, en segundo lugar Gianni Moscon (Team Sky) y en tercer lugar Alejandro Valverde (Movistar Team).

## Equipos participantes
Tomaron parte en la carrera 18 equipos: 5 de categoría UCI WorldTeam; 8 de categoría Profesional Continental; 4 de categoría Continental; y la selección nacional de España. Formando así un pelotón de 126 ciclistas de los que acabaron 55. Los equipos participantes fueron:
| WorldTeams (5)- Movistar Team - Sky - Bora-Hansgrohe - Lotto Soudal - Trek-Segafredo Equipos continentales profesionales (8)- Caja Rural-Seguros RGA - Burgos-BH - Fortuneo-Samsic - Sport Vlaanderen-Baloise - Euskadi Basque Country-Murias - Israel Cycling Academy - Roompot-Nederlandse Loterij - WB-Aqua Protect-Veranclassic Equipos continentales (4)- Biesse Carrera Gavardo - Fundación Euskadi - Pannon - Team Sauerland NRW p/b SKS GERMANY Equipo nacional- España |
| |

## Clasificación final
- Las clasificaciones finalizaron de la siguiente forma:[3]

| \| Clasificación general \| Clasificación general \| Clasificación general \| Clasificación general \| Clasificación general \| \| Ciclista \| Ciclista \| Equipo \| Tiempo \| \| \| --------------------- \| --------------------- \| --------------------------- \| --------------------- \| --------------------- \| \| 1.º \| Tim Wellens \| Lotto-Soudal \| 3 h 45 min 52 s \| \| \| 2.º \| Gianni Moscon \| Team Sky \| + 0 s \| \| \| 3.º \| Alejandro Valverde \| Movistar Team \| + 24 s \| \| \| 4.º \| Gianluca Brambilla \| Trek-Segafredo \| + 27 s \| \| \| 5.º \| Gregor Mühlberger \| Bora-Hansgrohe \| + 37 s \| \| \| 6.º \| Patrick Konrad \| Bora-Hansgrohe \| + 5 min 06 s \| \| \| 7.º \| Michael Gogl \| Trek-Segafredo \| + 5 min 06 s \| \| \| 8.º \| Bauke Mollema \| Trek-Segafredo \| + 5 min 06 s \| \| \| 9.º \| Pim Ligthart \| Roompot-Nederlandse Loterij \| + 5 min 06 s \| \| \| 10.º \| Felix Großschartner \| Bora-Hansgrohe \| + 5 min 06 s \| \| |                     |                             |                 |
| |                     |                             |                 |
| Fuente: ProCyclingStats |                     |                             |                 |
| Clasificación general |                     |                             |                 |
| Ciclista | Ciclista            | Equipo                      | Tiempo          |
| 1.º | Tim Wellens         | Lotto-Soudal                | 3 h 45 min 52 s |
| 2.º | Gianni Moscon       | Team Sky                    | + 0 s           |
| 3.º | Alejandro Valverde  | Movistar Team               | + 24 s          |
| 4.º | Gianluca Brambilla  | Trek-Segafredo              | + 27 s          |
| 5.º | Gregor Mühlberger   | Bora-Hansgrohe              | + 37 s          |
| 6.º | Patrick Konrad      | Bora-Hansgrohe              | + 5 min 06 s    |
| 7.º | Michael Gogl        | Trek-Segafredo              | + 5 min 06 s    |
| 8.º | Bauke Mollema       | Trek-Segafredo              | + 5 min 06 s    |
| 9.º | Pim Ligthart        | Roompot-Nederlandse Loterij | + 5 min 06 s    |
| 10.º | Felix Großschartner | Bora-Hansgrohe              | + 5 min 06 s    |

## UCI World Ranking
El Trofeo Serra de Tramuntana otorga puntos para el UCI Europe Tour 2018 y el UCI World Ranking, este último para corredores de los equipos en las categorías UCI WorldTeam, Profesional Continental y Equipos Continentales. Las siguientes tablas muestran el baremo de puntuación y los 10 corredores que obtuvieron más puntos:
| Posición   | 1º  | 2º | 3º | 4º | 5º | 6º | 7º | 8º | 9º | 10º | 11º | 12º | 13º-15º | 16º-25ª |
| Puntuación | 125 | 85 | 70 | 60 | 50 | 40 | 35 | 30 | 25 | 20  | 15  | 10  | 5       | 3       |

| 1.º  | Tim Wellens         | Lotto Soudal                | 125 |
| 2.º  | Gianni Moscon       | Sky                         | 85  |
| 3.º  | Alejandro Valverde  | Movistar                    | 70  |
| 4.º  | Gianluca Brambilla  | Trek-Segafredo              | 60  |
| 5.º  | Gregor Mühlberger   | Bora-Hansgrohe              | 50  |
| 6.º  | Patrick Konrad      | Bora-Hansgrohe              | 40  |
| 7.º  | Michael Gogl        | Trek-Segafredo              | 35  |
| 8.º  | Bauke Mollema       | Trek-Segafredo              | 30  |
| 9.º  | Pim Ligthart        | Roompot-Nederlandse Loterij | 25  |
| 10.º | Felix Großschartner | Bora-Hansgrohe              | 20  |